# 金兰湾

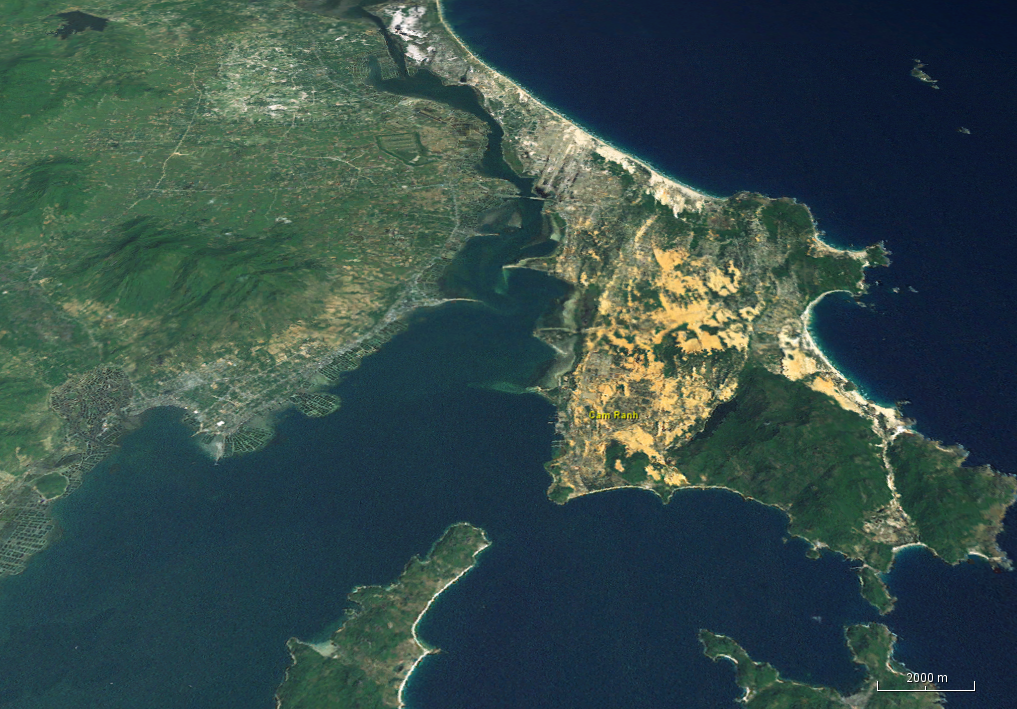
金兰湾空照圖

金兰湾（越南语：／），是越南中南部慶和省境內的一個港灣、面向南中國海的一個優良港。位置在东经109度、北緯12度。金兰湾群山环抱，南北都有陆地包围，港湾深入内陆17公里，由两个半岛合抱成葫芦形的内外两个海湾，内港金兰，面积60平方公里，水深1-15米，湾口仅宽1300米，外港平巴，水深10-22米，湾口宽约4000米，口外水深30米以上。水深可停泊航空母舰，被认为是世界上最好的深水港之一，它同时位于沟通太平洋和印度洋的重要水路上，具有极其重要的战略价值。
該港灣內建有金兰湾军事基地，是越南的重要军港，建于慶和省境內、越南东南部海岸向前突出的弧形顶点。